# 1-й армійський корпус (Третій Рейх)
1-й армі́йський ко́рпус (нім. I. Armeekorps) — армійський корпус Вермахту за часів Другої світової війни.

## Історія
I армійський корпус був сформований 1 жовтня 1934 року у 1-му військовому окрузі в Кенігсберзі.

## Райони бойових дій
- Польща (вересень — жовтень 1939);
- Німеччина (Західний Вал) (жовтень 1939 — травень 1940);
- Голландія, Бельгія, Франція (травень — липень 1940);
- Німеччина (Східна Пруссія) (липень 1940 — червень 1941);
- СРСР (північний напрямок) (червень 1941 — жовтень 1944);
- СРСР (Курляндія) (жовтень 1944 — травень 1945)

## Командування

### Командири
- генерал артилерії Вальтер фон Браухіч (нім. Walther von Brauchitsch) (1 жовтня 1934 — 1 квітня 1937);
- генерал артилерії Георг фон Кюхлер (нім. Georg von Küchler) (1 квітня 1937 — 26 серпня 1939);
- генерал артилерії Вальтер Пецель (нім. Walter Petzel) (26 серпня — 25 жовтня 1939);
- генерал від інфантерії Куно-Ганс фон Бот (нім. Kuno Hans von Both) (26 жовтня 1939 — 31 березня 1943);
- генерал-лейтенант, з 1 червня 1943 — генерал від інфантерії Отто Велер (нім. Otto Wöhler) (1 квітня — 14 серпня 1943);
- генерал-лейтенант, з 1 листопада 1943 — генерал від інфантерії Мартін Гразе (нім. Martin Grase) (15 серпня — 31 грудня 1943);
- генерал від інфантерії Карл Гільперт (нім. Carl Hilpert) (1 — 20 січня 1944);
- генерал-лейтенант Вальтер Гартманн (нім. Walter Hartmann) (20 січня — 30 березня 1944);
- генерал від інфантерії Карл Гільперт (30 березня — 1 серпня 1944);
- генерал-лейтенант Теодор Буссе, з 1 листопада 1944 — генерал від інфантерії (нім. Theodor Busse) (1 серпня 1944 — 20 січня 1945);
- генерал від інфантерії Фрідріх Фангор (нім. Friedrich Fangohr) (20 січня — 20 квітня 1945);
- генерал-лейтенант Крістіан Узінгер (нім. Christian Usinger) (20 квітня — 8 травня 1945).

## Бойовий склад 1-го армійського корпусу
Формування управління, забезпечення та підтримки
- 1-ше артилерійське командування (Arko 1), з серпня 1939 - «Arko 123», з жовтня 1943 — «Arko 401»,
- 421-ше управління корпусного постачання (Korps-Nachschubtruppen 421);
- 41-й корпусний батальйон зв'язку (Korps-Nachrichten-Abteilung 41);
- 401-й топографічний відділ корпусу (Korps Kartenstelle 401)
- 401-й взвод фельджандармерії (Feld-Gendarmerie-Trupp 401).

- 1-ша піхотна дивізія (1. Infanterie-Division);
- 11-та піхотна дивізія (11. Infanterie-Division);
- 21-ша піхотна дивізія (21. Infanterie-Division).

- 1-ша піхотна дивізія;
- 11-та піхотна дивізія;
- 21-ша піхотна дивізія;
- 1-ша кавалерійська бригада (1. Kavallerie-Brigade).

- 11-та піхотна дивізія;
- 61-ша піхотна дивізія (61. Infanterie-Division);
- Танкова дивізія «Кемпф» (Panzer-Division "Kempf");
- 15-те прикордонне командування (Grenzschutz-Abschnitts-Kommando 15);

- 1-ша піхотна дивізія;
- 11-та піхотна дивізія;
- 223-тя піхотна дивізія (223. Infanterie-Division).

- 1-ша піхотна дивізія;
- 11-та піхотна дивізія.

- 1-ша піхотна дивізія;
- 21-ша піхотна дивізія;
- 32-га піхотна дивізія (32. Infanterie-Division).

- 1-ша піхотна дивізія;
- 21-ша піхотна дивізія;
- 32-га піхотна дивізія;
- 61-ша піхотна дивізія.

- 1-ша піхотна дивізія;
- 11-та піхотна дивізія;
- 21-ша піхотна дивізія.

- 11-та піхотна дивізія;
- 21-ша піхотна дивізія;
- 126-та піхотна дивізія (126. Infanterie-Division).

- 18-та моторизована дивізія (18. Infanterie-Division (mot));
- 11-та піхотна дивізія;
- 21-ша піхотна дивізія;
- 126-та піхотна дивізія.

- 11-та піхотна дивізія;
- 96-та піхотна дивізія (96. Infanterie-Division);
- 126-та піхотна дивізія;
- 227-ма піхотна дивізія (227. Infanterie-Division);
- 254-та піхотна дивізія (254. Infanterie-Division);
- 7-ма повітряна дивізія (7. Flieger-Division).

- 1-ша піхотна дивізія;
- 11-та піхотна дивізія;
- 21-ша піхотна дивізія;
- 96-та піхотна дивізія;
- 126-та піхотна дивізія;
- 223-тя піхотна дивізія (223. Infanterie-Division);
- 227-ма піхотна дивізія;
- 254-та піхотна дивізія;
- 7-ма повітряна дивізія.

- 11-та піхотна дивізія;
- 21-ша піхотна дивізія;
- 254-та піхотна дивізія;
- 291-ша піхотна дивізія (291. Infanterie-Division).

- 11-та піхотна дивізія;
- 21-ша піхотна дивізія;
- 61-ша піхотна дивізія;
- 215-та піхотна дивізія (215. Infanterie-Division);
- 254-та піхотна дивізія;
- 291-ша піхотна дивізія.

- 20-та піхотна дивізія (20. Infanterie-Division);
- 61-ша піхотна дивізія;
- 121-ша піхотна дивізія (121. Infanterie-Division);
- 215-та піхотна дивізія;
- 254-та піхотна дивізія;
- 291-ша піхотна дивізія;
- Поліційна дивізія СС (SS-Polizei-Division).

- 1-ша піхотна дивізія;
- 61-ша піхотна дивізія;
- 121-ша піхотна дивізія;
- 215-та піхотна дивізія;
- 254-та піхотна дивізія;
- 291-ша піхотна дивізія;
- Поліційна дивізія СС.

- 1-ша піхотна дивізія;
- 61-ша піхотна дивізія;
- 254-та піхотна дивізія;
- 291-ша піхотна дивізія.

- 1-ша піхотна дивізія;
- 28-ма єгерська дивізія (28. Jäger-Division).

- 24-та піхотна дивізія (24. Infanterie-Division);
- 121-ша піхотна дивізія;
- 28-ма єгерська дивізія.

- 24-та піхотна дивізія;
- 121-ша піхотна дивізія;
- 13-та авіапольова дивізія (13. Luftwaffen-Feld-Division).

- 227-ма піхотна дивізія (227. Infanterie-Division);
- 13-та авіапольова дивізія.

- 58-ма піхотна дивізія (58. Infanterie-Division);
- 69-та піхотна дивізія (69. Infanterie-Division);
- 122-га піхотна дивізія (122. Infanterie-Division);
- 263-тя піхотна дивізія (263. Infanterie-Division).

- 23-тя піхотна дивізія (23. Infanterie-Division);
- 32-га піхотна дивізія;
- 58-ма піхотна дивізія
- 290-та піхотна дивізія (290. Infanterie-Division);
- Частини:
  - 24-ї піхотної дивізії;
  - 69-ї піхотної дивізії;
  - 93-ї піхотної дивізії (93. Infanterie-Division);
  - 122-ї піхотної дивізії;
  - 205-ї піхотної дивізії (205. Infanterie-Division);
  - 207-ї піхотної дивізії (207. Infanterie-Division);
  - 218-ї піхотної дивізії (218. Infanterie-Division);
  - 263-ї піхотної дивізії;
- 281-ша дивізія охорони (281. Sicherungs Division);
  - 329-ї піхотної дивізії (329. Infanterie-Division).

- 32-га піхотна дивізія;
- 87-ма піхотна дивізія (87. Infanterie-Division);
- 122-га піхотна дивізія;
- 132-га піхотна дивізія (132. Infanterie-Division);
- 290-та піхотна дивізія (290. Infanterie-Division).

- 87-ма піхотна дивізія;
- 132-га піхотна дивізія;
- 205-та піхотна дивізія.

- 24-та піхотна дивізія;
- 87-ма піхотна дивізія;
- 205-та піхотна дивізія;
- 281-ша дивізія охорони;
- 389-та піхотна дивізія (389. Infanterie-Division).

- 205-та піхотна дивізія;
- 215-та піхотна дивізія;
- 263-тя піхотна дивізія;
- 281-ша дивізія охорони;
- 290-та піхотна дивізія;
- 101-ша танкова бригада (Panzer-Brigade 101).

- 11-та піхотна дивізія;
- 32-га піхотна дивізія;
- 218-та піхотна дивізія;
- 225-та піхотна дивізія (225. Infanterie-Division);
- 563-тя фольксгренадерська дивізія (563. Volks-Grenadier-Division).

- 132-га піхотна дивізія;
- 218-та піхотна дивізія.